# Преображенский собор (Салехард)
Кафедральный собор Преображения Господня — православный храм в Салехарде, кафедральный собор Салехардской епархии Русской православной церкви. Собор является самым высоким храмом в Арктике, а также, самым высоким зданием города (63 метра).

## История
5 марта 2012 года был совершён чин освящения закладного камня, что положило началу строительства собора. Закладку камня совершил епископ Салехардский и Ново-Уренгойский Николай в присутствии губернатора ЯНАО Д. Н. Кобылкина.
14 сентября 2015 года стройку Кафедрального собора посетил прибывший в Салехард Патриарх Московский и всея Руси Кирилл. На стройплощадке Патриарх совершил освящение колоколов Преображенского собора.
В апреле 2017 года строящийся Преображенский собор Салехарда посетил духовник Патриарха Кирилла, известный старец схиархимандрит Илий (Ноздрин). 6 сентября 2018 года старец повторно посетил собор.
12 июля 2023 года архиепископ Салехардский и Ново-Уренгойский Николай освятил скульптуру Архангела Михаила, расположенную на соборной площади, а также 13 малых колоколов.
7 января 2024 года в нижнем храме собора в честь Покрова Пресвятой Богородицы была совершена первая Божественная литургия.
21 сентября 2024 года, в праздник Рождества Пресвятой Богородицы, состоялось великое освящение Кафедрального собора Преображения Господня города Салехарда, которое совершил Патриарх Московский и всея Руси Кирилл в сослужении сонма архиереев и духовенства. Тогда же собору был присвоен статус кафедрального, а также право служения в нём с отверстыми Царскими вратами до «Отче наш». Тогда же в память об этом событии Патриарх Кирилл подарил собору икону Покрова Пресвятой Богородицы.
13 октября, в канун праздника Покрова Пресвятой Богородицы, архиепископом Николаем был освящён нижний храм собора.

## Параметры и архитектура
Высота собора — 63 метра, что делает его самым высоким храмом Арктики и самым высоким зданием города. Общая вместимость (2 этажа) — 2000 человек. Площадь верхнего храма составляет 654 м²., тогда как площадь нижнего храма — 415 м².
Собор состоит из двух этажей. Верхний этаж имеет 3 престола — главный, в честь Преображения Господня, и пределы, северный в честь великомученика Димитрия Солунского, и южный, в честь мученика Василия Мангазейского. Престол нижнего этажа освящён в честь Покрова Пресвятой Богородицы. В храмовый комплекс также входят здание епархиального управления и православная гимназия.

## Духовенство
- Архиепископ Салехардский и Ново-Уренгойский Николай — настоятель собора
- Протоиерей Алексий Мартынов — ключарь собора
- Протоиерей Александр Кононко
- Иерей Сергий Кузнецов
- Иерей Петр Богдан
- Иеродиакон Амвросий (Таболин)

## Святыни
- Икона Покрова Пресвятой Богородицы, подаренная Патриархом Кириллом в память об освящении собора
- Икона святителя Иоанна Тобольского с частицей мощей
- Ковчег с мощами разных святых